# Shanwangping
Shanwangping (kinesiska: 山王坪) är en köping i sydvästra Kina. Den ligger i stadsdistriktet Nanchuan, i storstadsområdet Chongqing, omkring 84 kilometer sydost om det centrala stadsdistriktet Yuzhong. Antalet invånare är 6 532. Befolkningen består av 3 168 kvinnor och 3 364 män. Barn under 15 år utgör 22,0 %, vuxna 15-64 år 64 %, och äldre över 65 år 12,0 %. Köpingen bildades 2012 genom en ombildning av Yuquan (鱼泉) socken.